# Perissus granulithorax
Perissus granulithorax là một loài bọ cánh cứng trong họ Cerambycidae.